# Mézesvölgyi Nyár
A Mézesvölgyi Nyár egy 8 hetes, szabadtéri előadásokból álló nyári programsorozat Veresegyházon, melynek gerincét színházi előadások adják.

## Története
A 2014-ben alapított Veres 1 Színház társulata először 2017-ben szervezett egy 8 szabadtéri előadásból álló nyári programsorozatot Veresegyházon, Mézesvölgyi Nyáresték néven. A fesztivál nyitó előadása az ExperiDance Fergeteges című produkciója volt.
2018-ban már két helyszínen, kamara darabokkal és gyermekprogramokkal kibővülve, Mézesvölgyi Nyár néven rendezik meg a programot.

## Helyszín
A fesztivál nagyszínpada Veresegyház Mézesvölgy nevű városrészében, a Búcsú téren kapott helyet, innen kapta a fesztivál a nevét.
2018-ban egy második helyszínnel bővült a rendezvény, ami a közeli Fabriczius József Általános Iskola Fő úti épületének belső udvarán található.